# Aloe chrysostachys
Aloe chrysostachys ist eine Pflanzenart der Gattung der Aloen in der Unterfamilie der Affodillgewächse (Asphodeloideae). Das Artepitheton chrysostachys leitet sich von den griechischen Worten chrysos für ‚Gold‘ sowie stachys für ‚Ähre‘ ab und verweist auf den gelben Blütenstand der Art.

## Beschreibung

### Vegetative Merkmale
Aloe chrysostachys wächst stammlos oder sehr kurz stammbildend, sprosst spärlich von der Basis aus und bildet kleine Gruppen. Die 14 bis 18 lanzettlich spitz zulaufenden Laubblätter bilden dichte Rosetten. Die bläulich grüne, in exponierten Situationen etwa purpurfarbene Blattspreite ist etwa 30 Zentimeter lang und 8 bis 10 Zentimeter breit. Ihre Oberfläche ist glatt. Die festen, hakigen Zähne am rötlichen, knorpeligen Blattrand sind 4 Millimeter lang und stehen 8 bis 12 Millimeter voneinander entfernt. Der Blattsaft ist trocken gelb.

### Blütenstände und Blüten
Der Blütenstand besteht aus fünf bis sieben Zweigen und erreicht eine Länge von 30 bis 40 Zentimeter. Die lockeren Trauben sind 6 bis 10 Zentimeter lang und bestehen aus einseitswendigen Blüten. Die deltoid-spitzen Brakteen weisen eine Länge von 5 bis 7 Millimeter auf und sind 1,5 Millimeter breit. Die trübroten oder gelben Blüten stehen an 10 bis 12 Millimeter langen Blütenstielen. Die Blüten sind 35 Millimeter lang und an ihrer Basis verschmälert. Auf Höhe des Fruchtknotens weisen die Blüten einen Durchmesser von 8 Millimeter auf. Darüber sind sie auf 7 Millimeter verengt und schließlich zur Mündung wieder auf 8 Millimeter erweitert. Ihre äußeren Perigonblätter sind auf einer Länge von 11 bis 13 Millimetern nicht miteinander verwachsen. Die Staubblätter und der Griffel ragen 5 Millimeter aus der Blüte heraus.

## Systematik und Verbreitung
Aloe chrysostachys ist im Osten von Kenia in Humustaschen auf Gneisfelsvorkommen in Höhen von 900 bis 1200 Metern verbreitet.
Die Erstbeschreibung durch John Jacob Lavranos und Leonard Eric Newton wurde 1976 veröffentlicht. Ein Synonym ist Aloe meruana Lavranos (1980).

## Nachweise